# Cinquième circonscription du Nord de 1852 à 1863
La cinquième circonscription du Nord était l'une des 8 circonscriptions législatives françaises que comptait le département du Nord pendant les onze premières années du Second Empire.

## Description géographique et démographique
La cinquième circonscription du Nord était située à la périphérie de l'agglomération Dunkerquoise. Située entre la Belgique et le Pas-de-Calais, la circonscription est centrée autour de la ville de Dunkerque. 
Elle regroupait les divisions administratives suivantes : Canton de Dunkerque-Est ; Canton de Dunkerque-Ouest ; Canton de Bergues ; Canton de Gravelines ; Canton de Bourbourg ; Canton d'Hondschoote et le Canton de Wormhout.
Lors du recensement général de la population en 1851 à la suite du décret du 1er février de cette année, la population totale de cette circonscription est estimée à 105 441 habitants.

## Historique des députations
| Législature     | Début de mandat | Fin de mandat    | Député élu           | Parti politique     | Observations |
| --------------- | --------------- | ---------------- | -------------------- | ------------------- | ------------ |
| Ire législature | 29 février 1852 | 27 novembre 1857 | Alfred de Clebsattel | Majorité dynastique |              |
| 2e législature  | 21 juin 1857    | 4 novembre 1863  | Alfred de Clebsattel | Majorité dynastique |              |